# ألدايير رودريغيز
ألدايير رودريغيز (بالإسبانية: Aldair Rodríguez) هو لاعب كرة قدم بيروفي في مركز الهجوم، ولد في 6 أغسطس 1994 في ليما في بيرو. لعب مع أليانزا ليما.